# Bretonská Wikipedie
Bretonská Wikipedie je jazyková verze Wikipedie v bretonštině. Byla založena v červnu 2004. V lednu 2022 obsahovala přes 70 000 článků a pracovali pro ni 3 správci. Registrováno bylo přes 66 000 uživatelů, z nichž bylo asi 100 aktivních. V počtu článků byla 83. největší Wikipedie.